# Ивановка (Великобагачанский район)
Ивановка (укр. Іванівка) — село,
Радивоновский сельский совет,
Великобагачанский район,
Полтавская область,
Украина.
Код КОАТУУ — 5320284303. Население по переписи 2001 года составляло 9 человек.

## Географическое положение
Село Ивановка находится в 2-х км от села Перекоповка.
По селу протекает пересыхающий ручей с запрудой.